# Липківська сільська рада (Попільнянський район)
Липківська сільська рада — колишня адміністративно-територіальна одиниця та орган місцевого самоврядування у Корнинському і Попільнянському районах Білоцерківської округи, Київської й Житомирської областей Української РСР та України з адміністративним центром у с. Липки.

## Населені пункти
Сільській раді підпорядковані населені пункти:
- с. Липки
- с. Бухалівщина

## Населення
Відповідно до результатів перепису населення СРСР, кількість населення ради, станом на 12 січня 1989 року, становила 849 осіб.
Станом на 5 грудня 2001 року, відповідно до перепису населення України, кількість мешканців сільської ради становила 698 осіб.

## Склад ради
Рада складається з 12 депутатів та голови.

### Керівний склад сільської ради
| ПІБ                         | Основні відомості                                                                                  | Дата обрання | Дата звільнення |
| --------------------------- | -------------------------------------------------------------------------------------------------- | ------------ | --------------- |
| Кислицька Тетяна Леонідівна | Сільський голова, 1962 року народження, освіта, член народної партії                               | 26.03.2006   | 31.10.2010      |
| Лаховець Іван Володимирович | Сільський голова, 1969 року народження, освіта вища, член Всеукраїнського об'єднання «Батьківщина» | 31.10.2010   |                 |

Примітка: таблиця складена за даними джерела

## Історія
Створена 1923 року в с. Липки Корнинської волості Сквирського повіту Київської губернії.
Станом на 1 вересня 1946 року сільська рада входила до складу Корнинського району Житомирської області, на обліку в раді перебували села Липки, селище радгоспу «Відродження» та хутір Бахалівщина.
11 серпня 1954 року, відповідно до указу Президії Верховної ради Української РСР «Про укрупнення сільських рад по Житомирській області», сільську раду ліквідовано, територію та населені пункти приєднано до складу Кривенської сільської ради Корнинського району. Відновлена 10 березня 1966 року, відповідно до рішення Житомирського облвиконкому № 126 «Про утворення сільських рад та зміну в адміністративному підпорядкуванні деяких населених пунктів області», в складі сіл Бухалівщина та Липки Кривенської сільської ради Попільнянського району.
На 1 січня 1972 року сільська рада входила до складу Попільнянського району Житомирської області, на обліку в раді перебували села Бухалівщина та Липки.
Виключена з облікових даних 17 липня 2020 року. Територію та населені пункти ради, відповідно до розпорядження Кабінету Міністрів України № 711-р від 12 червня 2020 року «Про визначення адміністративних центрів та затвердження територій територіальних громад Житомирської області», включено до складу Попільнянської селищної територіальної громади Житомирського району Житомирської області.
Входила до складу Корнинського (7.03.1923 р., 13.02.1935 р.) та Попільнянського (5.02.1931 р., 10.03.1966 р.) районів.